# Reflexiones sobre la Revolución francesa

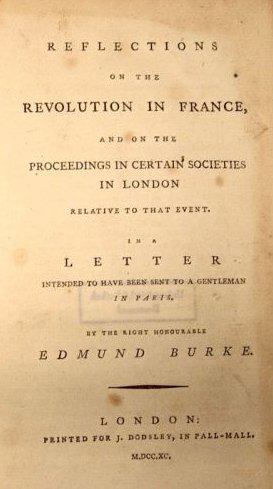
Manuscrito de "Reflexiones sobre la Revolución francesa" impreso en Londres.

Reflexiones sobre la Revolución francesa, cuyo título original fue Reflections on the Revolution in France, es una crítica política publicada el 1 de noviembre de 1790 por Edmund Burke. Constituyó uno de los ataques más conocidos a la Revolución francesa, que se encontraba entonces en sus primeros años.  En el siglo XX esta obra de Burke ejerció una importante influencia en los círculos intelectuales conservadores y liberales clásicos, donde sus argumentaciones fueron convertidas en una crítica del comunismo y otros programas políticos revolucionarios socialistas.

## Forma
Escrita en forma de carta, quiere responder a las preguntas que un gentil hombre francés planteó al autor; pero la materia adquirió proporciones más amplias de lo previsto, hasta el punto de convertirse en verdadero tratado. La preocupación dominante del autor es la de mantener muy separado el proceso histórico que la libertad civil ha seguido en Francia, del que ha seguido en Inglaterra. Dicha preocupación llena toda la obra, hasta el punto de aparecérsenos como una continua sucesión de comparaciones entre ambas naciones. Se declara amantísimo de la libertad moralmente disciplinada; pero, más que la libertad, le interesa el «uso» que se haga de ella. La Revolución francesa le parece el acontecimiento más asombroso de la Historia: «todo parece fuera de la naturaleza en aquel extraño caos, donde se mezclan ligereza y ferocidad, revuelta confusión de delitos y locuras». Se lanza luego contra el principio de la soberanía popular y contra quienes afirman reconocerlo vigente en Inglaterra, donde el poder legítimo está únicamente basado sobre la norma que regula la sucesión al trono de conformidad con la Constitución. La misma revolución inglesa de 1688 sólo ha sido una significativa afirmación de dicho principio. La instauración de un «novus ordo» se le aparece como algo desagradable; los pretendidos «derechos del hombre», nacidos de elucubraciones mentales, están fuera de la realidad y son idóneos para destruir, nunca salvaguardar, la libertad; mientras que la observación de las tradiciones «deja libre la posibilidad de nuevas adquisiciones, pero proporciona la segura garantía de cada adquisición». Destruyendo la autoridad real, Francia rompió con sus mejores tradiciones y dio la supremacía a los elementos más bajos, degenerados y disolutos del pueblo. Burke sigue con minucioso análisis los nuevos factores constitutivos de la vida estatal de Francia. El primero es la calidad de las personas que, como representantes del pueblo, llevan el cargo de la responsabilidad estatal. 
Este aspecto presenta un panorama desolador; fuera de raras excepciones, la Asamblea está compuesta de «elementos inferiores, artesanos que ejercían profesiones subalternas y oficios mecánicos». Falta lo que se llama en Inglaterra «el natural interés territorial», que concentra la flor y nata de la nación en cuestión de cultura, riqueza y dignidad. Las fuerzas ideales del Estado y las económicas han de equilibrarse, pero, «como las fuerzas ideales representan una vivísima y poderosa expresión de actividad, mientras que el principio de la propiedad es un factor por naturaleza inerte y tardo, este último no podría seguramente hacer frente a la violencia de las primeras, sino a base de estar representado en mayoría predominante, por encima de todo criterio proporcional». Esta afirmación viene a ser el núcleo ideal de la obra; de ella parte, de hecho, la crítica que penetra en el mismo corazón de la ideología democrática. Un principio elemental de la vida social es que nadie puede ser juez en causa propia; en dicho sentido, ha de entenderse la renuncia hecha por el ciudadano al derecho de gobernar. El ejemplo de Francia confirma lo dicho: la plebe en el poder origina la subversión de los valores humanos más altos, la destrucción de los sentimientos más nobles, los únicos que pueden hacer civilizada vida en sociedad. En cuanto al contrato social, Burke es de opinión que el fundamento de la sociedad es contractual: pero el contrato que dio lugar al surgimiento del Estado no es «similar al que da existencia a una sociedad para el comercio de la pimienta... Comprende como vínculo asociador todo el sistema de la ciencia, del arte, de la ética, hasta los ideales más altos». La esfera de dicho vínculo supera la vida de un hombre y se proyecta en las generaciones futuras. El vínculo que liga en el tiempo y en el espacio todos los componentes de la sociedad es, por tanto, indisoluble.

## Repercusiones
Esta obra produjo enorme impresión. Tal fue su fuerza persuasiva sobre el pueblo inglés, que éste se orientó decididamente contra la ideología revolucionaria. Encontramos en ella los postulados fundamentales de toda una concepción política y ética, típica de la mentalidad británica; toda la experiencia histórica de la nación inglesa transfigurada en principios teoréticos de la razón política. El concepto de la libertad como privilegio general de todos, encierra un principio que encontrará explícita formulación en el siglo XIX: que la libertad no es un dato gratuito ni natural, sino el precio de una conquista en el proceso de la conciencia histórica de los pueblos. Aunque exaltado por la indignación contra los excesos de la revolución y el ataque a las instituciones inglesas, Burke consiguió formular una crítica de la idea democrática que adquirió significado universal.
La publicación de Reflexiones... dio origen a un debate de mayor importancia para el posterior desarrollo del liberalismo en Inglaterra, debate que comenzó con la publicación de la Vindicación de los derechos del hombre como respuesta a Burke por Mary Wollstonecraft.
Otras obras, de mayor importancia en desarrollos políticos posteriores y elaboradas como respuestas a la de Burke, incluyen Los derechos del hombre,  considerada la obra maestra de Thomas Paine, Justicia política, de William Godwin, considerado pionero del anarquismo y, de James Mackintosh, Vindiciæ Gallicæ: A Defence of the French Revolution and its English admirers against the accusations of the Right Hon. Edmund Burke, including some strictures on the late production of Mons de Calonne (1791).

## Citas
- Datos: Q2287584